# 일본목련
일본목련(日本木蓮, Magnolia obovata)은 목련과의 잎 지는 넓은잎나무이다.
일본 원산의 큰키나무로 낙엽활엽교목이다. 1920년경에 도입된 식물이다. 잎도 대형이며 열매도 애호박처럼 아주 크다. 일본목련은 그늘에 견디는 힘인 내음성이 좋아 어느 숲에서든 싹이 나 잘 자란다. 일본목련이 크게 자라면 잎이 넓어 빛을 혼자 독차지하므로, 다른 식물들이 잘 자라지 못해 숲 생태를 교란시킬 위험성이 있다.

## 사진

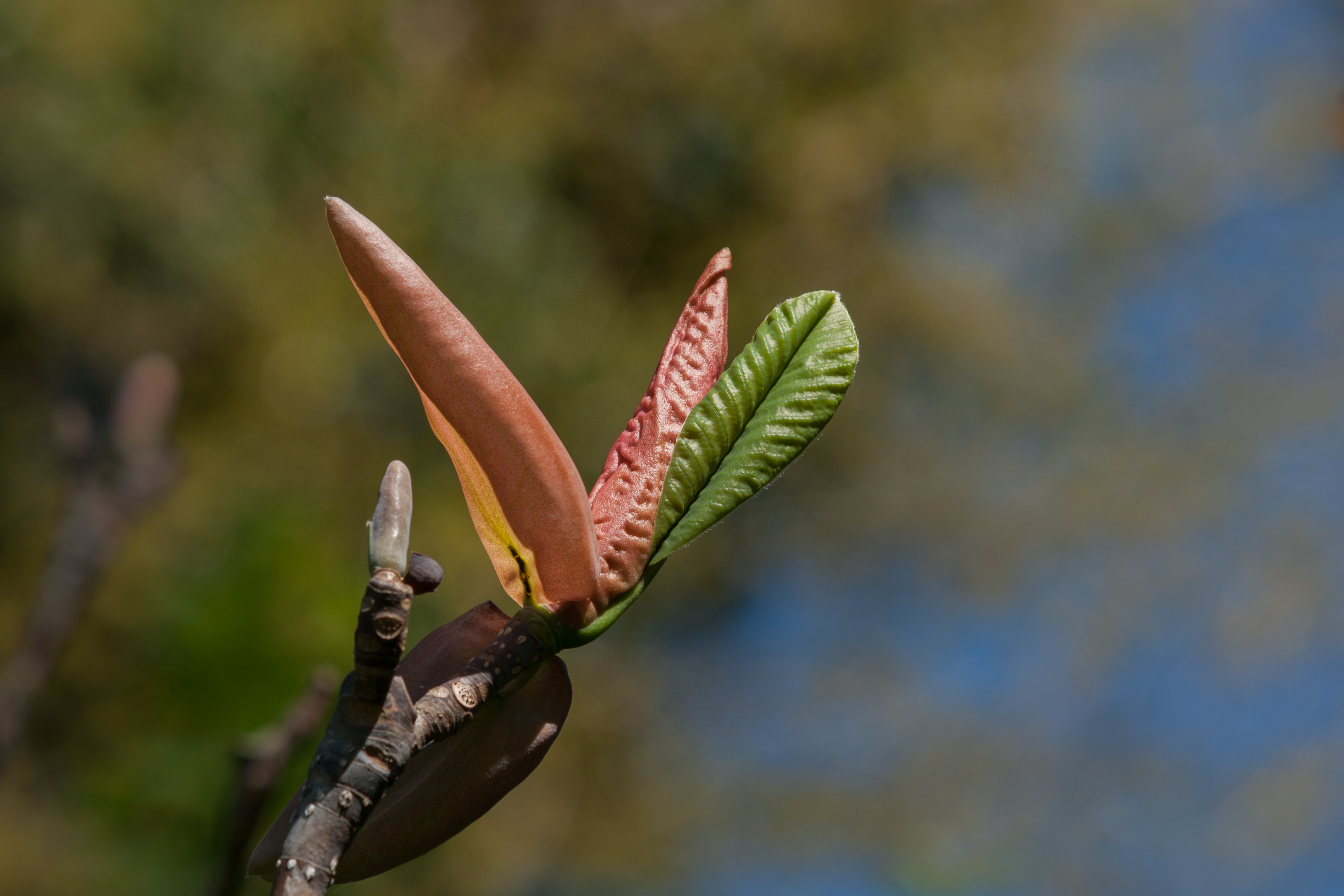
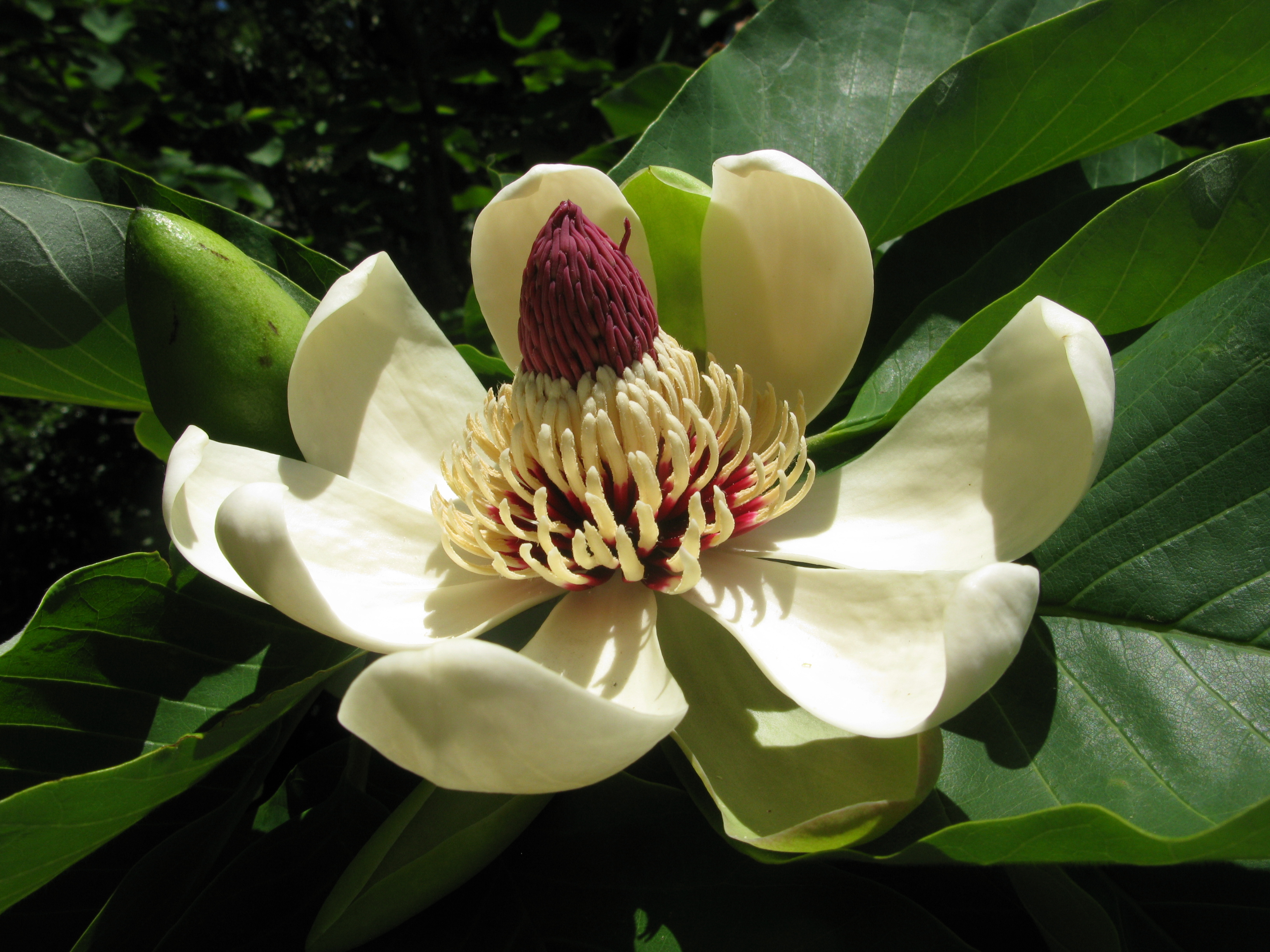
꽃
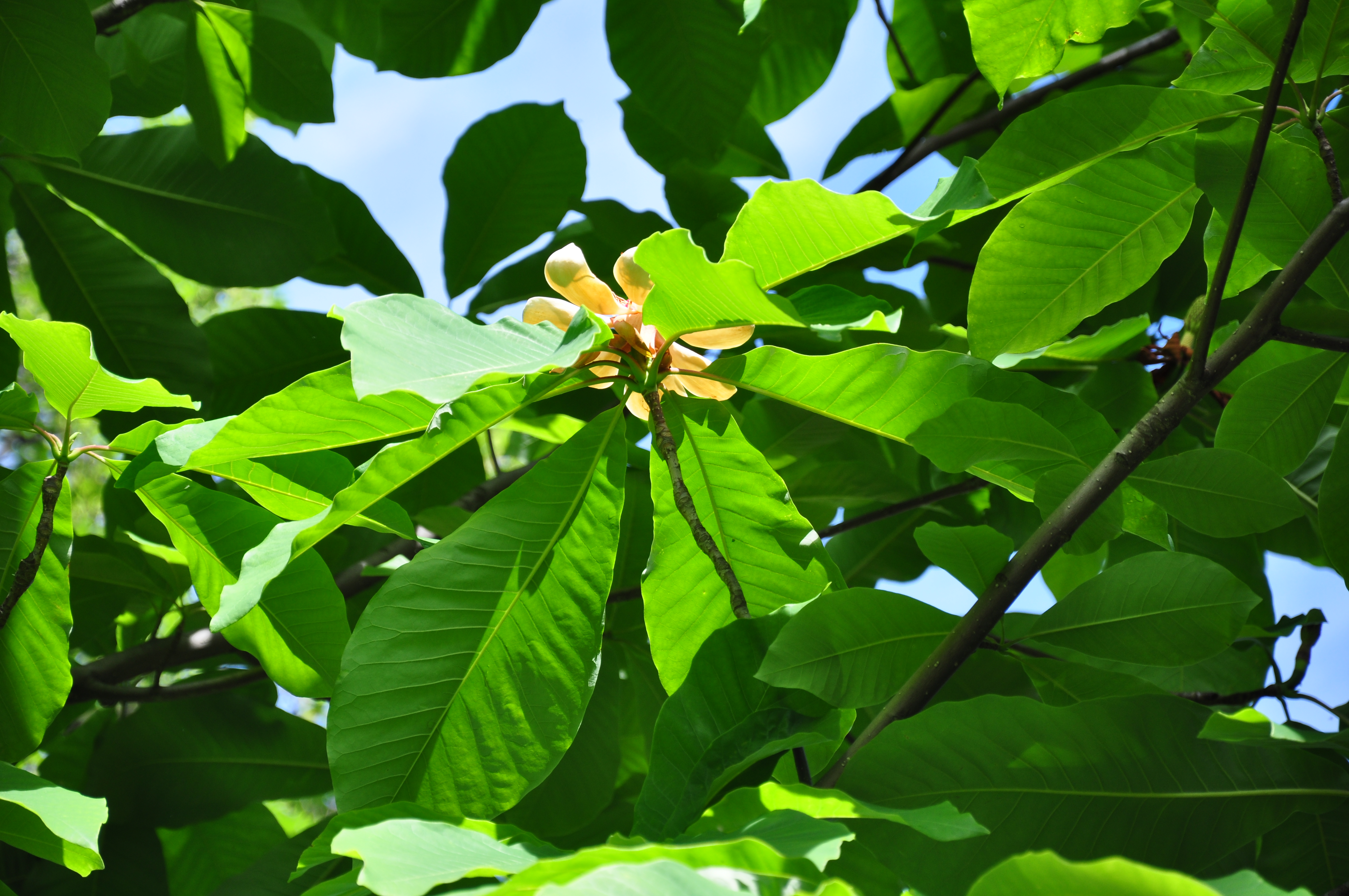
잎
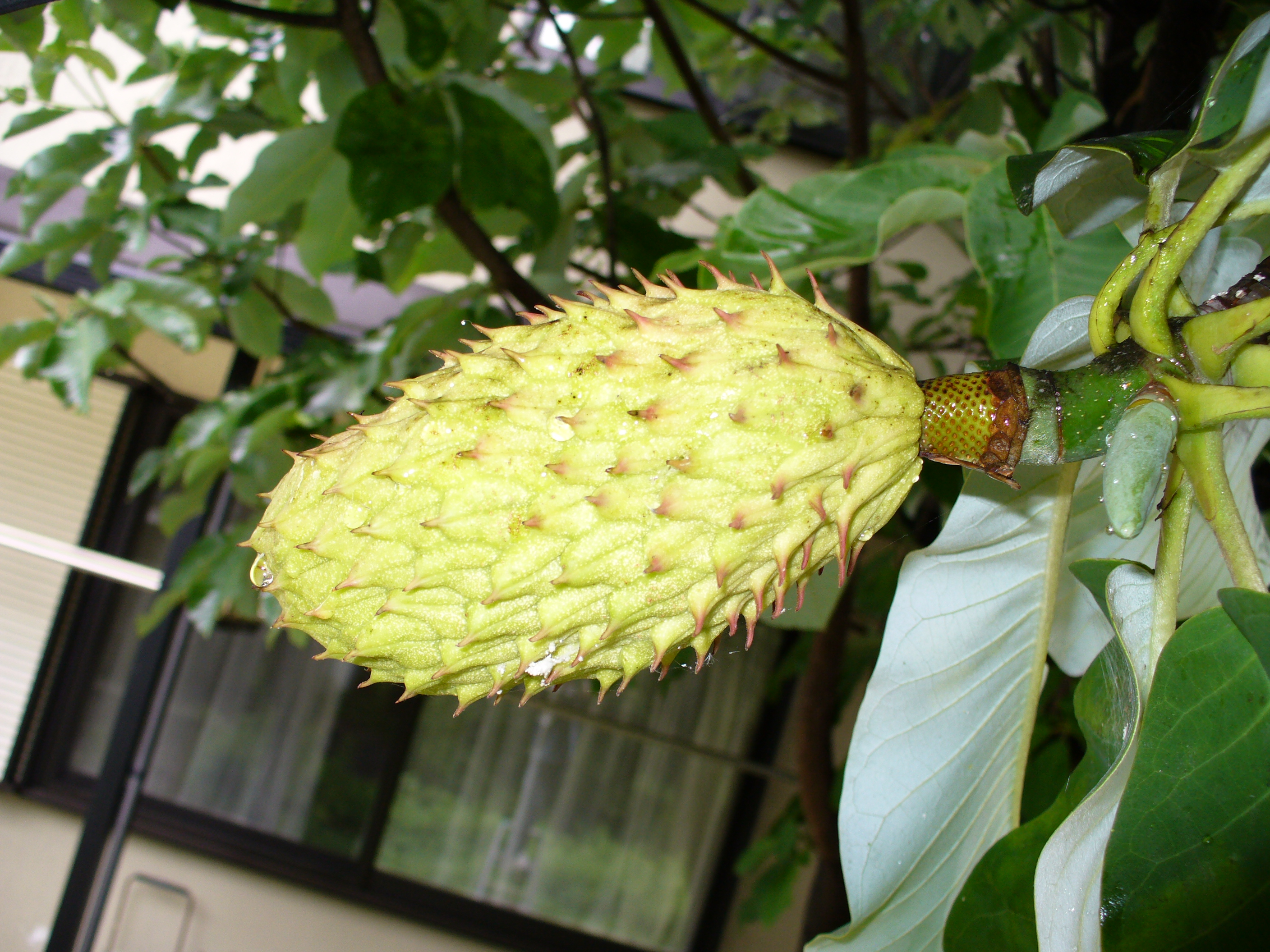
열매
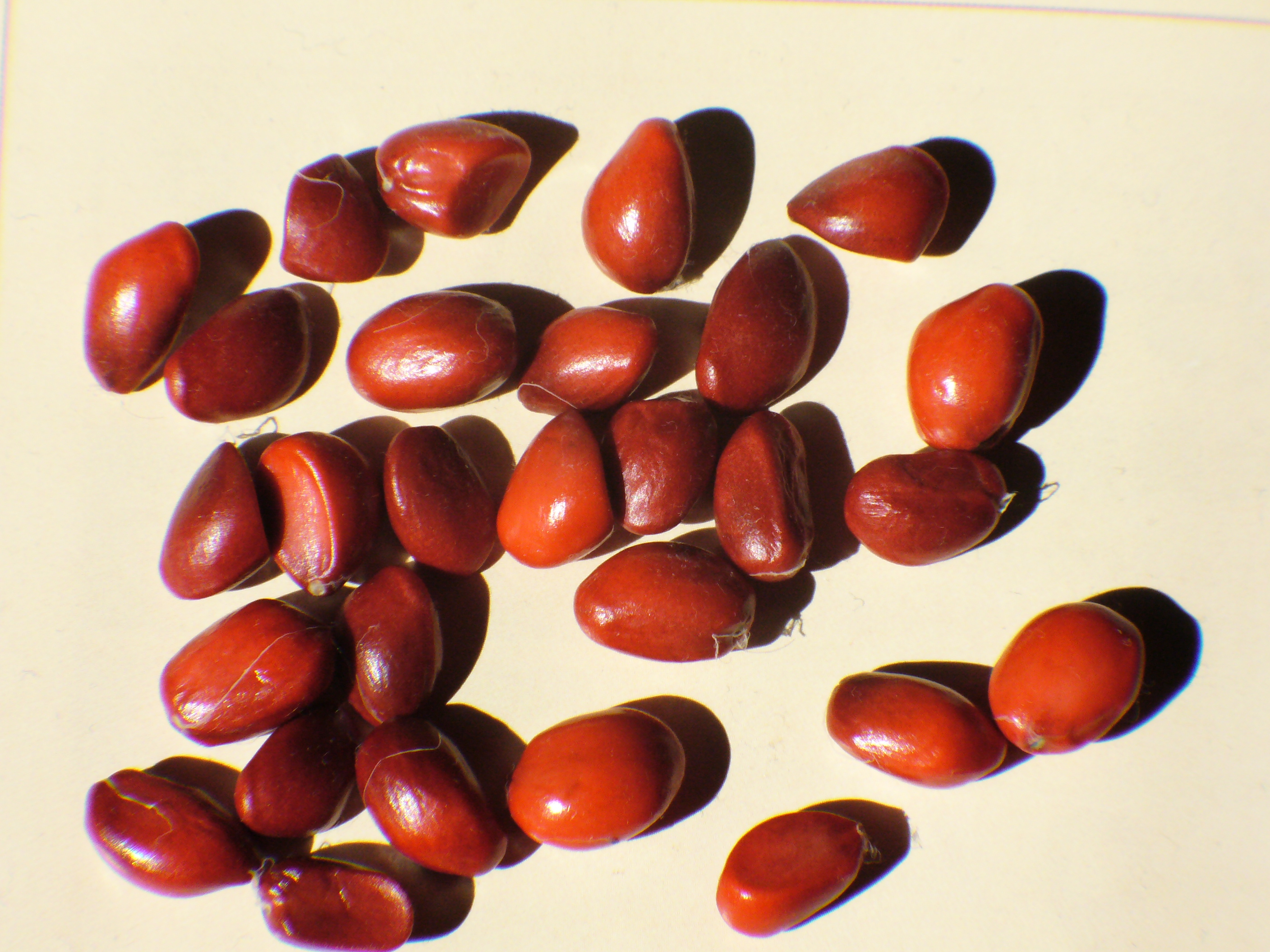
씨